# Hubert Korbacher

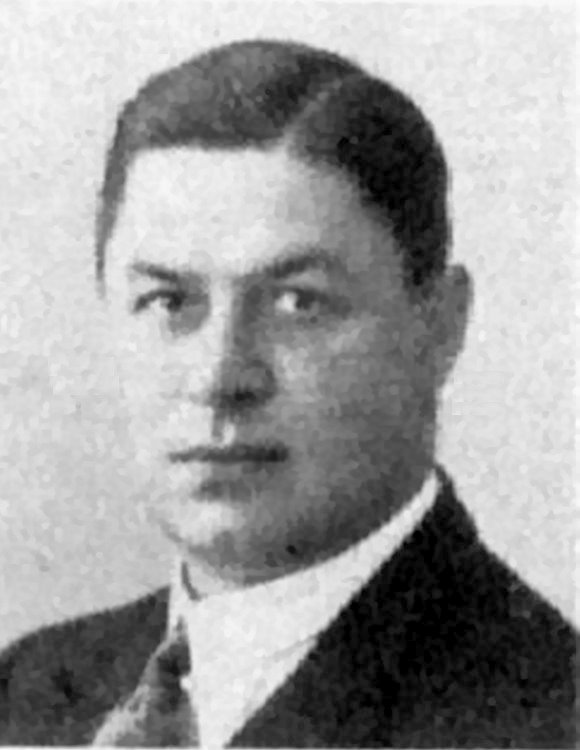
Hubert Korbacher 1933

Hubert Korbacher (* 17. Juli 1892 in Arnstein, Unterfranken; † 6. Mai 1961 in Schwabmünchen) war ein deutscher Politiker (BVP).

## Leben und Wirken
Korbacher war im Ersten Weltkrieg Flugzeugführer bis zu seiner schweren Verwundung im September 1917, bei der Fliegerabteilung 46 b. Infolge des Todes seines Zwillingsbruders Fritz wurde er Uhrmachermeister, übernahm den elterlichen Betrieb und engagierte sich in den Jahren der Weimarer Republik in der Bayerischen Volkspartei (BVP). Für diese gehörte er von 1930 bis November 1933 als Abgeordneter des Wahlkreises 26 (Franken) dem Berliner Reichstag an, wo er wie alle Abgeordneten der BVP für Hitlers Ermächtigungsgesetz stimmte.
Von 1931 bis 1932 bezog Korbacher als Redner auf Massenversammlungen der Bayerischen Volkspartei wiederholt Stellung gegen den zu dieser Zeit aufstrebenden Nationalsozialismus. Nach der nationalsozialistischen „Machtergreifung“ 1933 wuchs dementsprechend der Druck gegen Korbacher. Als in der Bekanntmachung des Wahlvorschlages für die Wahl zum Deutschen Reichstag am 12. November 1933 Hubert Korbacher als Kandidat für die NSDAP (Hitlerbewegung) gelistet war, forderte die NSDAP-Ortsgruppe seiner Heimatstadt in einem Brief an die Gauleitung Würzburg vom 15. November 1933: „Korbacher muß von der politischen Bühne abtreten, da er untragbar ist.“